# 日本テレビ月曜7時枠連続ドラマ
日本テレビ月曜7時枠連続ドラマ（にほんてれびげつようしちじわくれんぞくどらま）は、過去7期に渡って日本テレビ系列の毎週月曜19時00分 - 19時30分（JST。20:00終了も有り）に放送されたテレビドラマの枠である。

## 歴史
- この枠はアニメの枠として知られているが、1970年代前期まではドラマも放送されていた。
- 最初の作品は学園ドラマ『黒帯先生青春記』、その後は倉本聰が脚本を手がけたホームドラマ『現代っ子』をヒットさせるが、『てなもんや三度笠』（朝日放送制作・TBS系列）や『サンデー志ん朝』（フジテレビ系列）人気に便乗したコメディを放送するも『ビッグX』（TBS系列）人気で低迷して中断、そして1966年放送のホームドラマ『オーイわーいチチチ』をもってドラマは長期中断となる。
- 1971年4月12日には映画でも人気があった時代劇『めくらのお市』（主演：松山容子）を放送するも、NETのアニメ（当時は『魔法のマコちゃん』）のため人気は出ず、中断後は特撮人気に便乗して、アクションドラマ『ワイルド7』、ゴジラが出ることで話題をまいた特撮番組『流星人間ゾーン』を放送し人気を上げるが、続く郷ひろみ主演のホームドラマ『ぼくは叔父さん』は、同日開始のNETの『ミラクル少女リミットちゃん』や関西テレビの『ゼロテスター』に人気を奪われ半年で終了し、ドラマは中断した。
- 1974年10月7日からは、かつて水曜19:00で放送していた『スーパーロボット レッドバロン』の同系統特撮番組『スーパーロボット マッハバロン』を放送する。しかし、日本テレビの番組事情により半年で終了し、ドラマは事実上終了、以後は1988年4月から1995年3月までの7年間の中断を挟んで、アニメ路線が2009年3月まで続く。
- 2023年現在の時間帯は『有吉ゼミ』というバラエティ番組枠が放送されている。

## 作品リスト

### 第1期
- 黒帯先生青春記（1958年9月22日 - 1959年9月28日）

※ドラマ中断。『ゆうもあ法廷』→『明乳アワー』を放送。

### 第2期
- ボナンザ（1960年7月4日～1962年4月30日） - 海外作品。20:00まで放送。
- 跳び上がる娘たち（1962年5月7日 - 9月24日）

※ドラマ中断。『ハリスミュージックプレゼント』を放送。

### 第3期
- 現代っ子（1963年4月1日 - 1964年4月6日）
- 俺はすけてん（1964年4月13日 - 7月20日） - この後の1ヶ月間は単発特番を放送。
- ちゃっきり金太（1964年8月24日 - 11月30日）
- なんだかんだ（1964年12月7日 - 1965年3月1日）

※ドラマ中断。『歌うスリーエース』（つなぎ番組。ここまで日本テレビ制作）→『アキレスてんてこゲーム』（ここからよみうりテレビ制作）→『青春歌謡ショー』→『プロポーズ作戦』（ここまでよみうりテレビ制作）を放送。

### 第4期
- オーイわーいチチチ（1966年5月 - 9月）

※ドラマ中断。『あなた出番です!』→『ドリフターズ大作戦』→『赤き血のイレブン→サッカー野郎 赤き血のイレブン』を放送。

### 第5期
- めくらのお市（1971年4月12日 - 9月27日）

※ドラマ中断。『ちびっこ何でもやりまショー』→『正義を愛する者 月光仮面』を放送。

### 第6期
- ワイルド7（1972年10月9日 - 1973年3月26日）
- 流星人間ゾーン（1973年4月2日 - 9月24日）
- ぼくは叔父さん（1973年10月1日 - 1974年3月25日）

※ドラマ中断。『柔道讃歌』を放送。

### 第7期
- スーパーロボット マッハバロン（1974年10月7日 - 1975年3月31日）

## 参考資料
- 「キー局番組変遷編成ひょ～」
- 読売新聞・縮刷版